# Jacques Gregoir
Jacques Mathieu Joseph Gregoir (Anvers, 1817 - Brussel·les, 1876) fou un compositor i pianista belga, germà del també músic Édouard Georges Jacques Gregoir (1822-1890).
Debutà com a solista a l'edat de 8 anys, amb el Concert en si menor de Dussek. Estudià a París amb Henri Herz, i a Beberich, amb Rummel, fins al 1837, després donà concerts arreu d'alemanya i Suïssa.
Per espai de molts anys es dedicà a l'ensenyança i publicà un gran nombre de composicions per a piano, la cantata Laude Sion, Faust, per a cor i orquestra, Le gondolier de v4nise (1847) i el Concert per a piano. Així com fantasies i duets per a violí o violoncel amb acompanyament de piano, aquestes últimes en col·laboració amb Vieuxtemps, Leonard i Gervais.